# Матусовський Михайло Львович
Матусóвський Михáйло Львóвич (23 липня 1915, Луганськ — 16 липня 1990, Москва) — український радянський російськомовний поет, перекладач творів Т. Шевченка та інших українських поетів. Лавреат Державної премії СРСР (1977). Кандидат філологічних наук (1941).

## Життєпис
Закінчив літературний інститут ім. М. Горького (1939) та аспірантуру Московського державного університету ім. М. Ломоносова (1941). Друкувався з 1934 року. Учасник Другої світової війни. Похований у Москві на Кунцевському кладовищі.
Народився 10 (23) липня 1915 року в Луганську в єврейській родині; його батько, Лев Мойсейович Матусовський (1883—1960), був фотографом, а мати, Естер Михайлівна Матусовська (уроджена Брукман, 1888—1952) — домогосподаркою. Закінчив Тринадцяту середню трудову школу в Луганську. Пізніше Матусовський присвятив вірш «Шкільний вальс», який став популярною піснею, своїй першій вчительці Марії Семенівні Тодоровій. Перший вірш «Велопрогулянка» був опублікований в обласній газеті «Луганська правда», коли поетові ще не виповнилося й 12 років.
Після закінчення будівельного технікуму в Луганську працював на заводі. Тоді ж почав публікувати свої вірші в місцевих газетах і журналах.
У 1933—1934 роках навчався в Донецькому інституті народної освіти в Луганську, але незабаром покинув його і поїхав до Москви.
У 1939 році закінчив Московський інститут філософії, літератури та історії імені М. Г. Чернишевського (МІФЛІ). Слухав лекції Н. К. Гудзя і Г. Н. Поспєлова, А. А. Анікста і А. А. Ісбаха, В. Ф. Асмуса і Ю. М. Соколова. У тому ж році став членом Спілки письменників СРСР.
Після закінчення МІФЛІ Матусовський продовжив навчання в аспірантурі на кафедрі давньоруської літератури, де під науковим керівництвом Н. К. Ґудзя підготував кандидатську дисертацію на тему «Нариси про поетичний стиль давньоруських військових оповідань періоду татарської навали на Русь». Однак на захист дисертації, призначений на 27 червня 1941 року, заявник не з'явився: гітлерівська Німеччина оголосила СРСР війну, і Матусовський, отримавши посвідку військового кореспондента, вже відправився на фронт. Професор Ґудзь наполягав на тому, щоб захист відбувався за відсутності заявника. Через кілька днів Матусовський, який перебував на фронті, отримав телеграму про присудження йому наукового ступеня кандидата філологічних наук.
У роки Другої світової війни служив військовим кореспондентом у газетах Західного, Північно-Західного, Другого Білоруського фронтів. Поетичні фейлетони і частівки Матусовського систематично з'являлися у фронтових газетах. Його перша пісня «Я повернувся на батьківщину», створена спільно з композитором М. Г. Фрадкіним, прозвучала відразу після закінчення війни. Член ВКП(б) з 1945 року.
Під час війни вийшли дві збірки віршів: «Фронт» (1942), «Коли шелестить озеро Ільмень» (1944).
У повоєнні роки побачили світ збірки і книги віршів і пісень: «Слухаючи Москву» (1948), «Вулиця світу» (1951), «Все, що мені дороге» (1957), «Вірші залишаються в строю» (1958), «Московські ночі» (1960), «Як справи, Земле» (1963), «Не забувай» (1964), «Тінь людини. Книга віршів про Хіросіму, про її боротьбу і її страждання, про її народ і її камені» (1968), «Це було недавно, це було давно» (1970), «Суть: вірші і вірші» (1979), «Вибрані твори в двох томах» (1982) і багато інших. У 1977—1978 роках написав автобіографічний роман «Сімейний альбом», який був опублікований у 1983 році.

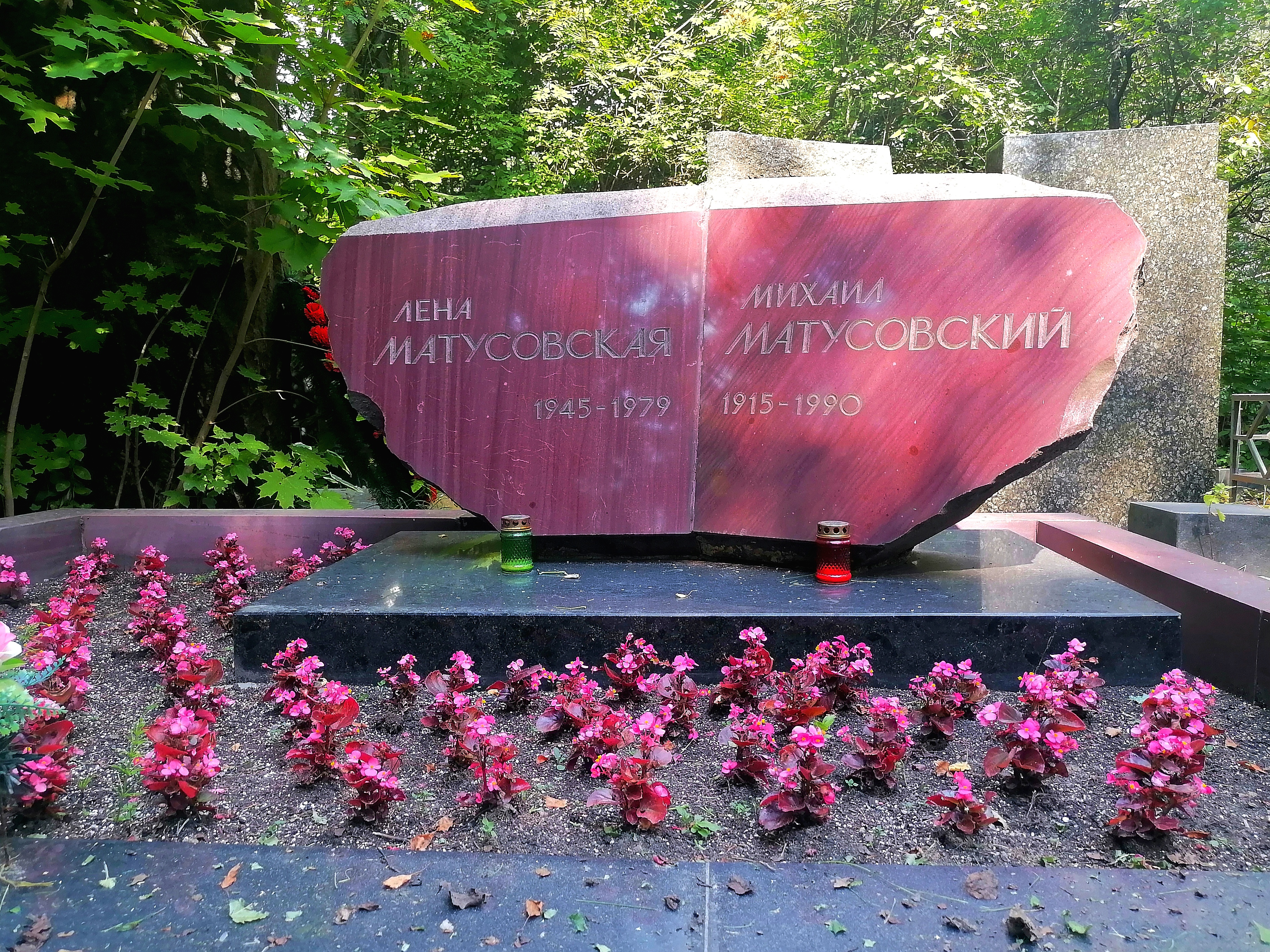
Поховання родини Матусовських на Кунцевському кладовищі

Помер 6 липня 1990 року на 75-му році життя. Похований на Кунцевському кладовищі (10 уч.) поруч із могилою доньки Олени.

## Творчість
Матусовський — автор багатьох популярних пісень. Серед них: «Подмосковные вечера» (композитор В. Соловйов-Сєдой), «С чего начинается Родина?», «На безымянной высоте», «Березовый сок», «Это было недавно, это было давно» (усі — композитор В. Баснер). Малій батьківщині поета присвячені романси «Белой акации гроздья душистые» (композитор В. Баснер), «Песня о заводском гудке», «Школьный вальс», присвячений своїй шкільній учительці Марії Тодоровій.
Автор текстів пісень до багатьох кінофільмів. Серед них «Випробування вірності» І. Пир'єва, «Вірні друзі» М. Калатозова, «Дівчата» Ю. Чулюкіна, «Прощавайте, голуби» Я. Сегеля, «Дни Турбиных» В. Басова, «Батальйони просять вогню» В. Чеботарьова і О. Боголюбова. Автор сценаріїв хронікально-документальних фільмів: «Рабіндранат Тагор», «Мелодії Дунаєвського».

## Нагороди
Лавреат Державної премії СРСР (1977). Почесний громадянин Луганська (1987). Нагороджений орденами Вітчизняної війни І ст., «Червоної Зірки», медалями.

## Ушанування пам'яті

Пам'ятник Михайлу Матусовському в Луганську

Міжрегіональний союз письменників України заснував літературну премію М. Матусовського. У 2007 році в рідному Луганську йому встановлено пам'ятник. Новій малій планеті, відкритій працівниками Кримської обсерваторії 28 грудня 1991 року, було присвоєно ім'я «2295 Матусовський».

## Переклади українською мовою
На сьогодні відомі два варіанти художнього перекладу тексту романсу Олени Турбіної з кінофільму «Дні Турбиних» — авторства Олександра Пономарева і Дмитра Куренівця. Фрагмент пісні «Сиреневый туман» виконує Богдан Ступка в ролі Остапа Вишні з фільму «Із житія Остапа Вишні». Її переклад українською мовою зробив Володимир Книр. Існують художні переклади українською мовою й інших творів поета.
- С чего начинается Родина (аудіо)(укр.)